# Kabinett Strickland
Das maltesische Kabinett Strickland wurde im August 1927 von Premierminister Gerald Strickland von der Constitutional Party (CON) gebildet. Es löste das erste Kabinett Mifsud ab und befand sich bis zum 21. Juni 1932 im Amt.

## Geschichte

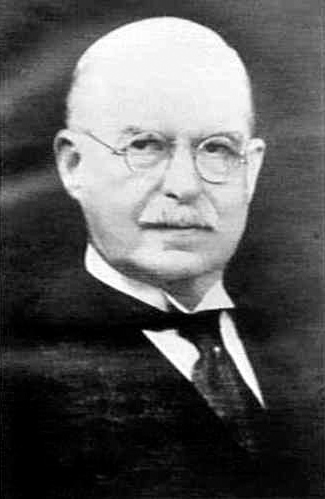
Gerald Strickland (1930)

Bei den Wahlen zum Repräsentantenhaus am 7. und 9. August 1927 erlitt die bislang regierende Partit Nazzjonalista (PN) von Premierminister Ugo Pasquale Mifsud eine Wahlniederlage und konnte mit 14.321 Stimmen (41,5 Prozent) nur 13 der 32 Sitze im Repräsentantenhaus erzielen. Stricklands Constitutional Party erhielt mit 14.290 Wählerstimmen (41,5 Prozent) aufgrund der übertragbaren Einzelstimmgebung allerdings 15 Sitze. Die Partit Laburista (PL) unter Michael Dundon kam auf 5.011 Stimmen (14,5 Prozent) und verlor vier ihrer sieben Sitze, so dass sie nur noch mit 3 Sitzen im Parlament vertreten war. Darüber hinaus gehörte ein Parteiloser dem Repräsentantenhaus an. Daraufhin wurde das Kabinett Strickland von Gerald Strickland gebildet, da eine Koalition der anderen im Parlament vertretenen Parteien nicht in Frage kam.
Nachdem im Juni 1930 die nach Leopold Stennett Amery und Alfred Milner, 1. Viscount Milner benannte Amery-Milner Constitution, die seit 1921 das Selbstverwaltungsrecht Maltas garantierte, wegen eines politisch-religiösen Streits zwischen Strickland und der katholischen Kirche außer Kraft gesetzt wurde, fungierte Strickland mit seinen Ministern lediglich als Berater von Gouverneur John Philip Du Cane beziehungsweise seit Juni 1931 von Gouverneur David Campbell. Diese Suspendierung des Selbstverwaltungsrechts dauerte bis Anfang Juni 1932 an.
Aus den Wahlen zum Repräsentantenhaus am 11. und 13. Juni 1932 ging die Partit Nazzjonalista (PN) des ehemaligen Premierministers Ugo Pasquale Mifsud wiederum als stärkste Kraft hervor. Mit 28.777 Stimmen (59,6 Prozent) gewann sie 21 der 32 Parlamentssitze und damit acht Sitze mehr als bei der letzten Wahl am 7. und 9. August 1927. Die Constitutional Party Stricklands erzielte nur noch 15.023 Stimmen (31,1 Prozent) und verlor fünf ihrer 15 Sitze, so dass sie jetzt nur noch mit 10 Abgeordneten im Parlament vertreten war. Auch die Partit Laburista (PL) errang diesmal lediglich 4.138 Wählerstimmen (8,6 Prozent) und verlor zwei ihrer drei Mandate, so dass sie nur noch mit ihrem neuen Parteivorsitzenden Paul Boffa im Repräsentantenhaus vertreten war. Bei den Wahlen 1932 gewann somit die proitalienische Gruppe um Mifsud, der daraufhin am 21. Juni 1932 sein zweites Kabinett bildete.

## Minister
| Amt                                              | Name                          | Partei               | Anmerkungen                                                                                  |
| ------------------------------------------------ | ----------------------------- | -------------------- | -------------------------------------------------------------------------------------------- |
| Premierminister, Justizminister                  | Gerald Strickland             | Constitutional Party |                                                                                              |
| Finanzminister                                   | Achille Samut                 | Constitutional Party |                                                                                              |
| Minister für Zölle, Landwirtschaft und Fischerei | Walter Salomone               | Constitutional Party |                                                                                              |
| Minister für Bildung und Auswanderung            | Augusto Bartolo               | Constitutional Party |                                                                                              |
| Minister für öffentliche Arbeiten                | Edwin Vassallo                | Constitutional Party |                                                                                              |
| Minister für Handel und Industrie                | Alfred Parnis Anthony Montano | Constitutional Party | Parnis: Amtszeit August 1927 bis November 1929 Montano: Amtszeit November 1929 bis Juni 1932 |
| Gesundheitsminister                              | Robert Galea                  | Constitutional Party |                                                                                              |
| Postminister                                     | Robert „Robbie“ E. Hamilton   | Constitutional Party | Amtsantritt August 1929                                                                      |